# Majado (plato)
El majau es un plato típico de la gastronomía del Perú, específicamente de la región de Piura. Según sus ingredientes puede denominarse «majado de yuca» o «majado de plátano».
Se elabora con plátano verde o yucas asadas y chicharrones que se mezclan hasta formar una masa homogénea junto a un rehogado de cebolla, ajos y sal. También puede incluir quesillo de cabra y se acompaña de cancha serrana. 
Existe un plato conocido como «majarisco», cuya preparación es similar pero con el añadido de caracoles, calamares y conchas negras, entre otros mariscos.